# Cyphocharax gouldingi
Cyphocharax gouldingi es una especie de peces de la familia Curimatidae en el orden de los Characiformes.

## Morfología
Los machos pueden llegar alcanzar los 8,7 cm de longitud total.

## Hábitat
Vive en zonas de clima tropical.

## Distribución geográfica
Se encuentran en Sudamérica:  cuencas de los ríos capilar,  Tocantins y  Xingu en Pará (Brasil), ríos de Amapá (Brasil) y río Yasuni (este de Ecuador ).